# Сливиньский, Тадеуш
Тадеуш Сливиньский (пол. Tadeusz Śliwiński, 5 июня 1922, Варшава — 20 апреля 2017, Варшава) — польский учёный, профессор технических наук. Он специализировался на электротехнике и вопросах, связанных с электрическими машинами. Член-корреспондент Польской академии наук с 1976 года, действительный член этой организации с 1989 года. Сотрудник Института электротехники в Варшаве-Мендзилесье. 
Выпускник Варшавского политехнического университета (электротехника, выпуск 1978 г.), в 1966 г. ему было присвоено звание профессора технических наук.

## Научные труды и публикации
Главный исследователь и руководитель многочисленных научных работ:
- Оптимальный синтез асинхронных двигателей. Часть 1
- Оптимальный синтез асинхронных двигателей. Часть 2
- Метод оптимизации расчёта асинхронных двигателей с различными классами эффективности
- Снижение затрат на преобразование энергии асинхронными двигателями. Часть 2
- Двигатели с короткозамкнутым ротором и закрытыми пазами в роторе
- Исследование физических явлений в пазовых двигателях с закрытым ротором и разработка рекомендаций по их проектированию
- Проверка элементов вновь разработанного метода расчёта асинхронных двигателей
- Высокоэффективные асинхронные двигатели